# Cesta na Amalteu
Cesta na Amalteu (1960, Путь на Амальтею) je sbírka vědeckofantastických povídek ruských sovětských spisovatelů bratrů Strugackých. Sbírka obsahuje povídky, z nichž některé mají velmi blízko k jejich fiktivnímu vesmíru Svět Poledne. Titulní povídka sbírky je pak druhým dílem tzv. Bykovovské trilogie pojmenované podle jejího hlavního hrdiny, meziplanetárního letce Alexeje Petroviče Bykova. První dílem trilogie je Planeta nachových mračen (1959, Страна багровых туч) třetím Tachmasib letí k Saturnu (1962, Стажёры).

## Seznam povídek ve sbírce
- Cesta na Amalteu 1960, Путь на Амальтею). V povídce se opět setkáme s hrdiny románu Planeta nachových mračen, kteří nyní tvoří posádku planetoletu Tachmasib, pojmenované po geologovi, který zahynul na Venuši. Lodi velí Alexej Petrovič Bykov, navigátorem je Michail Sergejevič Krutikov a jako cestující geologové jsou zde opět Grigorij Johanovič Dauge a Vladimír Sergejevič Jurkovskij. Novou postavou je však palubní inženýr, čerstvý absolvent Vysoké školy kosmogace Ivan Žilin. Tachmasib letí na Jupiterův měsíc Amaltea se zásobami pro tamější vědeckou základnu. V blízkosti Jupitera je Tachmasib poškozen meteority a začne padat do vodíkové atmosféry planety. Posádce se však podaří loď opravit a dosáhnout svého cíle.
- Téměř ti samí 1960, Почти такие же), povídka byla později zařazena do sbírky Poledne, 22. století.
- Noc v poušti  1960, Ночь в пустыне), povídka byla později pod názvem Noc na Marsu zařazena do sbírky Poledne, 22. století.
- Zvláštní událost 1960, Чрезвычайное происшествие), česky jako Mouchy. Povídka vypráví o tom, jak se na hvězdoletu vracejícím se ze Saturnova měsíce Titanu objeví mouchy nezemského neproteinového původu, které se velmi rychle množí. Posádce hrozí, že se nikdy nevrátí domů na Zem, ale nakonec se jim podaří mouchy zničit.

## Česká vydání
Sbírka jako celek česky nevyšla, pouze jednotlivé povídky v různých časopisech a antologiích. 
- Cesta na Amalteu, vydáno v antologii Druhé povídky z vesmíru, Svět sovětů, Praha 1962, přeložil Jaroslav Piskáček.
- Téměř ti samí, povídka je obsažena ve sbírce Poledne, 22. století, Práce, Praha 1980, přeložil Josef Týč.
- Noc na Marsu, povídka je obsažena ve sbírce Poledne, 22. století, Práce, Praha 1980, přeložil Josef Týč.
- Mouchy, vyšlo v magazínu Čtení 1988/8.